# 中文梗博物馆
中文梗博物馆（英語：Chinese Memes Museum）是由哔哩哔哩视频博主四迹（本名邵泽浩）在VRChat平台上搭建的虚拟博物馆，需要通过VRChat平台进入，没有VR设备的参观者也可以通过第一人称视角体验。博物馆收录了从2000年起曾在中文互联网上流行过的网络迷因，于2022年中上线，上线后一度引发网友热议，并入选2022年中国数字人文年会（CDH2022）优秀项目。

## 展区和收录内容
中文梗博物馆按照浏览路线依次分为“梗起”“梗承”“梗兴”“二次元”“玩家”“梗繁”和“家”共7个展区，基本按照中文互联网迷因发展的时间线排布；博物馆展出了从2000年起曾在中文互联网上流行过数百个迷因，其中时间最早的展品为“网上冲浪”，最晚的展品截至2022年8月为“可达鸭”，博物馆打造者四迹表示可能每隔一段时间更新一次。

### 梗起至梗兴展区
“梗起”展区主要收录中文网络起步时期的一些内容，展厅入口贴有21世纪初中国初代网民一些可能的回忆中的画面，如Windows95系统的开机界面、空当接龙、开心农场、联众麻将游戏界面、彼时的低画质QQ头像等；展厅内展示有火星文、百度贴吧初期“贾君鹏你妈妈请你回家吃饭”等迷因。随后“梗承”展区则主要收录因网络鬼畜视频发展而出现的迷因，如“元芳，你怎么看”。在“梗承”展区后有一条“综艺小道”，其中通过数字化建模方法收录了一些综艺节目的名场面，如2017年前后因参与《中国梦之声》而走入公众视野的“面筋哥”程书林。小道后是“梗兴”展区，主要展现了中文互联网从图文向视频时代发展、视频软件发展期间产生的迷因，如成龙在霸王洗发水广告里的“Duang”声、《亮剑》中李云龙“意大利炮”“老子打得就是个精锐”台词等。

### 二次元至玩家展区
因博物馆的受众群体多是年轻人，所以馆内在“梗兴”展区后专设了“二次元”展区，其中包括很多动画番剧中形成迷因的知名场景和台词、“空耳”等，如《JoJo的奇妙冒险》中迪奥的压路机、《游戏人生》主题曲《This game》中的空耳“虎纹鲨鱼”等，四迹还采用了特殊的场景重现方式供参观者体验场馆，如厅内有一片区域供参观者模仿《机动战士高达 铁血的奥尔芬斯》中的团长奥尔加·伊兹卡，倒地并喊出名台词“不要停下来啊”。“二次元”展区后为“玩家”展区，主要展示电子游戏相关的内容，二者间有一条《超级马里奥》游戏中的管道连接，参观者需要从中“跳下”，随后来到一条该游戏风格的走廊才能进入“玩家”展区，该区展厅中间还有《我的世界》中的村庄模型沙盘，旁边附“传送门”供参观者缩小并进入沙盘沉浸体验。

### 梗繁至家展区
“玩家”展区后有玄关，开始展示王境泽“真香”、葛优瘫、可达鸭等近期的网络迷因，并进入“梗繁”展区。该展区主要收录一些时下网络热门词汇和迷因，展厅内有两棵虚拟的“DNA树”，其上有大量近年来的中文网络迷因和表情包等，如《PPAP》、“挖掘机找蓝翔”、王健林“小目标一个亿”等。最后的“家”展区则是尽可能收录一些中国网民的共同记忆，时间范围从中国互联网兴起前至当今中国，从春晚小品《打工奇遇》经典台词“宫廷玉液酒，一百八一杯”，到网友课本里的“杜甫很忙”、傅园慧“洪荒之力”，以及中国在COVID-19疫情期间的医务工作者“大白”等；四迹亦为“家”展区配《我爱你中国》伴奏作为背景音乐，希望升华情感。

## 创作

### 兴起
中文梗博物馆的创作人为上海哔哩哔哩视频博主四迹，其亦是一名哔哩哔哩员工，接受《扬子晚报》时其表示建立中文梗博物馆是兴趣使然，他认为网络发展日新月异，存在许久的素材也有可能在某日被二次创作并再度爆红。
他打造中文梗博物馆期间正值中国大陆COVID-19疫情，他希望打造一个随时随地都可以参观的博物馆，四迹曾研究过VR相关的内容，在“元宇宙”概念被提出后，他认为元宇宙的概念被过度定义，应该是类似于VR的一种交互模式，加之有游玩VRChat的经验，他决定用虚拟线上的方式创作中文梗博物馆。

### 过程
中文梗博物馆制作耗时两个半月，期间主要是由四迹本人去寻找、回忆和搜索迷因，并询问友人有无补充，通过考量内容的热度、是否可以做成模型展示、是否有意义等判断迷因是否适合展出。初期他只考虑为博物馆简单制作一些涂鸦、摆放一些模型等，后发现博物馆可能会有热度，开始着手内容的精心制作，希望尽可能地展现虚拟展会的优势，并临时开始研究建模、文案、展馆设计、动线设计等专业内容，边学边做，也曾邀请专业朋友和建模师帮忙；整个过程中也融入了他的感情和回忆。

## 反响和评价
中文梗博物馆于2022年中上线，引来一众博主，尤其是虚拟主播打卡参观，截至是年7月中已有逾10万人次参观；也引发网友了热议，有网友评论道：“提到互联网一直都认为是一个新东西，一转眼就‘历史悠久’得可以进博物馆了”，哔哩哔哩用户小虎认为该博物馆就像是记录他自己的博物馆，让他感到亲切。
《天津日报》评论其“让人脑洞大开”，与传统博物馆和一般的数字博物馆不同，中文梗博物馆并不展示有年代性、研究性、文化性的文物，而是将网络虚拟社会中诞生的虚拟物品作为文物供人参观，其所收录内容虽然年代并不久远，但相较于快速发展的网络是一种文化的一种呈现和记录，是一次“文化考古”。湖南红网认为其可以吸收流量并节约成本，是有新意且可持续发展的博物馆。2022年中国数字人文年会将其选作优秀项目之一，是唯一一个入选的个人项目。
而四迹自认为中文梗博物馆，尤其是VR的体验是很有趣的，他对自己设计的一些交互很满意；不过他也认为采用VR也有一些局限性，如有的人戴上VR眼镜会头晕、博物馆免费但是设备需要花钱等，以及还有一些因为VRChat社区的功能限制而难以或无法实现的想法，如做一个有“活物”的“动物园”展区，展示中文互联网传说中的“神兽”等。